# Rudolph Sohm
Gotthold Julius Rudolph Sohm, né le 29 octobre 1841 à Rostock et mort le 16 mai 1917 à Leipzig, est un juriste allemand et historien de l'Église ainsi qu'un théologien. Il publie des ouvrages sur le droit romain et allemand, le droit canonique et l'histoire de l'Église. 

## Biographie
Rudolph Sohm naît le 29 octobre 1841 à Rostock.
Luthérien, Sohm étudie à la grande école de la ville de Rostock (de) puis le droit à l'université de Rostock, Berlin, Heidelberg et Munich entre 1860 et 1864. Sa thèse de doctorat en 1864 à l'Université de Rostock porte sur le droit romain sous la direction de Georg Wilhelm von Wetzell (de) ; il travaille ensuite sur l'histoire juridique allemande et se consacre au droit ecclésiastique. Il enseigne le droit allemand et le droit commercial à l'Université de Göttingen de 1866 à 1870, avant d'être nommé professeur dans cette université en 1870. Il est professeur de droit canonique et de droit allemand à l'Université de Fribourg-en-Brisgau de 1870 à 1872, et à l'Université de Strasbourg de 1872 à 1887, et est nommé recteur en 1882. De 1887 jusqu'à sa mort en 1917, il est professeur de droit canonique et de droit allemand à la faculté de droit de l'université de Leipzig. 
En 1892, il publie le premier volume de son grand ouvrage Kirchenrecht (droit canonique). Le deuxième volume est publié à titre posthume en 1923. Dans cet ouvrage, Sohm soutient que l'Église primitive n'avait pas de constitution légale. Il déclare que «la loi ecclésiastique est en contradiction avec la nature d'Ecclésia». L'Église primitive, selon lui, n'était pas gouvernée par des concepts juridiques mais par un pouvoir qu'il appele « charisme » (du grec «charis»), qui est «un don de grâce» accordé par le Saint-Esprit. Dans son ouvrage, Sohm explore comment le mouvement de l'Église primitive basé sur charisme de Jésus s'est transformé en bureaucratie légaliste du catholicisme romain. Le sociologue Max Weber a tiré son concept d '«autorité charismatique» de «l'organisation charismatique» de Sohm, un terme que Sohm invente dans Kirchenrecht pour décrire l'organisation sociale du christianisme primitif. 
Kirchenrecht est immédiatement reconnue en Allemagne comme une œuvre d'art qui fait date. Elle suscite également un débat entre Sohm et d'éminents théologiens et spécialistes des religions, qui dure plus de vingt ans et qui donne lieu à une riche littérature polémique. 
Sohm fait partie du comité de 22 membres, comprenant non seulement des juristes mais aussi des représentants d'intérêts financiers et des différents courants idéologiques de l'époque, qui rédige un deuxième projet de Bürgerliches Gesetzbuch (Code civil allemand) qui est accepté par le Reichstag en 1896. Toujours en 1896, avec Friedrich Naumann et Caspar René Gregory, il fonde l'Association nationale-sociale (National-Sozial Partei), basée sur le christianisme socialiste. Le parti échoue aux élections de 1898 et de 1903 et est ensuite dissous dans l'Union radicale. 
Il est membre de l'Académie royale des sciences et des arts de Belgique à Bruxelles, membre correspondant de l'Académie bavaroise des sciences et des sciences humaines de Munich entre 1875 et 1917, et membre de la classe de philologie et d'histoire de l'Académie des sciences de Saxe à Leipzig de 1892 à 1917. En 1914, le livre Festgabe für Rudolph Sohm, dargebracht zum goldenen Doktorjubiläum von Freunden est publié pour célébrer le cinquantième anniversaire de l'obtention de son doctorat. 
Le Dr Sohm reçoit la croix Pour le Mérite (classe civile) en 1916. L'un de ses élèves est Walter Simons. 
Rudolph Sohm meurt en 1917 à Leipzig à l'âge de 75 ans.

## Sélection de publications
- Die altdeutsche Reichs- und Gerichtsverfassung Leipzig, (1871)[1],[9].
- Das Verhältniss von Staat und Kirche, aus dem Begriff von Staat und Kirche entwickelt Tübingen, (1873)[1].
- Institutionen des Römischen Rechts Leipzig, (1884)[1].
- Die Deutsche Genossenschaft Academia Lipsiensis - Juristische Fakultaet, Leipzig, (1888)[1].
- Kirchengeschichte im Grundriss E. Ungleich, Leipzig, (1888)[9]
- Kirchenrecht München & Leipzig 2 vols. (1892) and (1923)
- Institutionen... Elfte neu durchgearbeitete Auflage Leipzig, (1903)
- Wesen und Ursprung des Katholizismus (1909)
- Weltliches und geistliches Recht Academia Lipsiensis - Juristische Fakultaet, Leipzig, (1914)